# Ethmolaimus multipapillatus
Ethmolaimus multipapillatus är en rundmaskart som beskrevs av Paramonov 1926. Ethmolaimus multipapillatus ingår i släktet Ethmolaimus och familjen Chromadoridae. Inga underarter finns listade i Catalogue of Life.